# Route der Industriekultur – Unternehmervillen
Unternehmervillen ist der Name der Themenroute 20 der Route der Industriekultur.

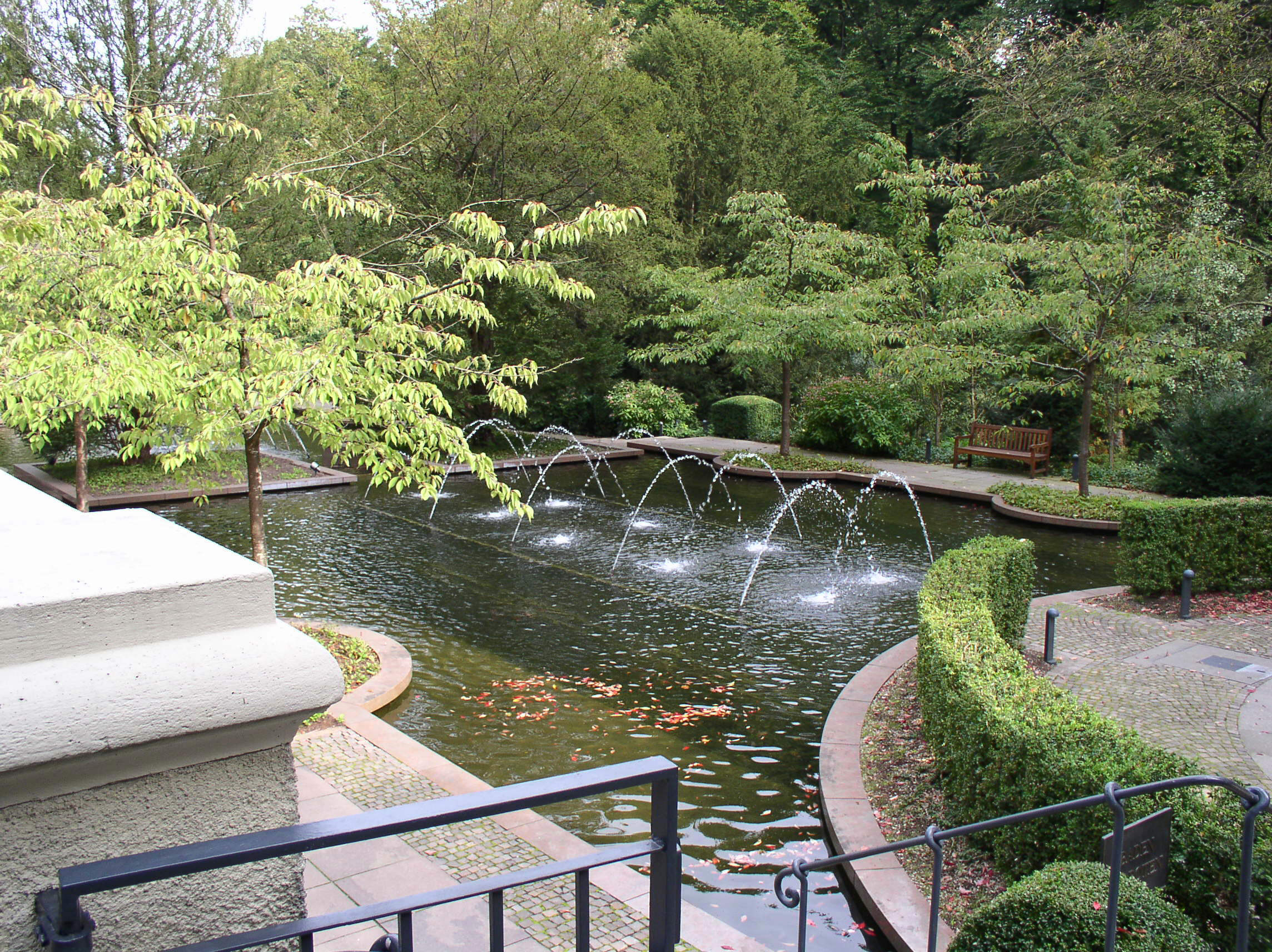
Park Schloss Landsberg

Die Villa Hügel ist das bekannteste Beispiel einer prachtvollen und repräsentativen Unternehmervilla im Ruhrgebiet. Es gibt aber eine ganze Reihe weiterer Wohnhäuser von Unternehmern, von vorindustriellen Beispielen wie dem Fachwerkhaus des Reidemeisters bis zu inzwischen in Museen umgewandelten Baudenkmälern wie dem Hohenhof oder ganzen Straßenzügen als Ensembles von Stadtvillen in Witten oder Mülheim (Friedrichstraße als Straße der Millionäre). Viele Villen befinden sich in Privatbesitz und können nicht besichtigt werden, trotzdem geben sie Einblicke in die Geschichte des Ruhrgebiets und das gesellschaftliche Leben ihrer ehemaligen Eigentümer. Bei einigen Gebäuden wechselte das dazugehörende Grundstück inzwischen den Eigentümer, teilweise wird es heute als Park genutzt.
Zu Beginn des Jahres 2011 erweiterte der Regionalverband Ruhr seine Themenroute von 35 auf 51 Standorte.
| Bezeichnung                         | Standort                 | Unternehmen bzw. Unternehmerfamilie | Bauwerk, Stil, Architekt | heutige Nutzung | Bild                        |
| ----------------------------------- | ------------------------ | --- | --- | --- | --------------------------- |
| Villa Hügel                         | Essen-Bredeney           | Wohn- und Repräsentationshaus der Industriellenfamilie Krupp, 269 Räume, 8100 m² Wohn- und Nutzfläche, 28 Hektar Park                                                                                                 | 1873 von Alfred Krupp selbst geplant | verwaltet von der Kulturstiftung Ruhr, Veranstaltungsort für Ausstellungen oder Konzerte, Besichtigung möglich |                             |
| Stammhaus Krupp                     | Essen                    | zunächst Aufseherhaus, ab 1824 dann Wohnhaus der Industriellenfamilie Krupp | 1818/1819 von Friedrich Krupp geplanter, geschieferter Fachwerkbau, nach Kriegszerstörung 1961 anlässlich der 150-Jahr-Feier der Firma Krupp originalgetreu rekonstruiert | Baudenkmal im Krupp-Gürtel |                             |
| Charlottenhof                       | Essen-Kettwig            | Wohnhaus für den Industriellen Friedrich Flick, später Nutzung durch die NS-Volkswohlfahrt und die Organisation Todt, im Zweiten Weltkrieg weitgehend zerstört                                                        | in den 1920er Jahren durch den Architekten Paul Schultze-Naumburg errichteter zweigeschossiger Putzbau | in der erhaltenen Vorburg (Wirtschaftshof): Jugendbildungsstätte St. Altfrid des Bistums Essens |                             |
| Villa Julius Scheidt                | Essen-Kettwig            | Wohnhaus für Julius Scheidt und seine Frau Julie geborene Fuhrmann | 1846–1848 durch den Architekten Rudolf Wiegmann im Renaissancestil als symmetrische Villa über hohen Terrassen errichtet | seit 1958 Nutzung als Kindergarten bzw. durch eine Wohngruppe der Katholischen Kirchengemeinde St. Peter |                             |
| Villa Wilhelm Scheidt               | Essen-Kettwig            | erbaut für den Tuchfabrikanten Gottfried Edmund Scheidt, 1885 vom Kettwiger Bürgermeister Karl Göring erworben und 1904 an seine Tochter Elisabeth – verheiratet mit Wilhelm Scheidt – verschenkt                     | circa 1850 errichtetes schlichtes, zweigeschossiges spätklassizistisches Wohnhaus, mehrfach erweitert | private Nutzung des inzwischen in mehrere Wohnungen aufgeteilten Gebäudes |                             |
| Schloss Landsberg                   | Ratingen                 | Wohn- und Arbeitssitz für den Industriellen August Thyssen | mittelalterliche Höhenburg, 1903 von Thyssen erworben, bis 1904 durch den Architekten Otto Lüer um- und ausgebaut, Garten und Park von Julius Trip gestaltet, im Zweiten Weltkrieg Sitz des Stabs Roland, danach Nutzung durch Britische Truppen, städtischen und unternehmenseigenen Kindergarten | Eigentum der August-Thyssen-Stiftung Schloß Landsberg, vermietet an ThyssenKrupp, genutzt als Seminar- und Tagungsstätte |                             |
| Villa Vogelsang                     | Essen-Horst              | erbaut für Friedrich Ludwig Niemann, jedoch benannt nach dem späteren Eigentümer Wilhelm Vogelsang (Unternehmer, Eigentümer einer Karbidfabrik und der Zeche Wohlverwahrt)                                            | um 1840 erbaut, Gestaltung verweist auf Schinkelschule, ab 1947 betrieb das Deutsche Rote Kreuz ein Müttergenesungsheim, 1962–1994 als Kloster im Eigentum des Bistums Essen | Privatbesitz, Villa und ehemalige Remise stehen unter Denkmalschutz, heute als Hotel genutzt |                             |
| Villa Dickmann                      | Bottrop                  | Wohnhaus der Unternehmer-Familie Dickmann, Inhaber einer Formsandgrube | 1901–1903 in Neugotik mit Elementen des Jugendstils für die Unternehmer-Ehefrau Gertrude Dickmann errichtet, auf malerische Vielansichtigkeit angelegt, 1976 von der Stadt Bottrop erworben und als Lehrerseminar bzw. Grünflächenamt genutzt, 2004 an privaten Eigentümer verkauft und restauriert | private Nutzung des Gebäudes als Architekturbüro und Wohnungen, das Gelände der ehemaligen Sandgrube von Dickmann wurde während des Baues zu einem Park umgestaltet, der ab 1976 öffentlich ist.                                                              |                             |
| Dahlbusch-Direktorenvilla           | Gelsenkirchen-Rotthausen | Wohnhaus für den Generaldirektor der Bergwerksgesellschaft Dahlbusch | 1892 erbaut, Gestaltung verbindet klassizistische und barocke Elemente | 1989 Umbau in elf Sozialwohnungen, dafür ausgezeichnet als Vorbildliches Bauwerk im Lande Nordrhein-Westfalen |                             |
| Villa Baare                         | Bochum-Höntrop           | Villa für Louis Baare, den Generaldirektor des Bochumer Vereins, und seine Familie | 1888 errichtet, von Baare und seinem Sohn Fritz später erweitertes, schlichtes spätklassizistisches Landhaus, bis 1945 von der Witwe bewohnt, nach deren Tod an den Bochumer Verein zurückgefallen | 1974 an die Stadt Wattenscheid verkauft, Nutzung durch den Waldorf-Schulverein |                             |
| Direktorenvilla der Zeche Concordia | Oberhausen               | Wohnhaus für den Direktor der Zeche Concordia, Wilhelm Liebrich | 1897 im historisierenden Stil entworfenes, zweigeschossiges Gebäude mit auffälliger gelber Fassade, nach Zweiten Weltkrieg Erwerb durch die Stadt, Nutzung als Stadtbücherei bzw. städtisches Film- und Bildzentrum | Sitz der Internationalen Kurzfilmtage Oberhausen, Park umgestaltet als öffentliche Anlage „Königshütter Park“ |                             |
| Haus Hartenfels                     | Duisburg-Stadtwald       | schlossartiger Landsitz des Stahlindustriellen Peter Klöckner | 1911–1912 durch Klöckners Schwager Hermann Wolters errichtet, weitere Ausbauten im Stil des Späthistorismus bis 1927, im Zweiten Weltkrieg Wohnheim für Ausgebombte, danach ungenutzt und verfallend | seit den 1980er Jahren gesichert und äußerlich wiederhergerichtet, aktuell keine Nutzung | Haus Hartenfels in Duisburg |
| Schloss Styrum                      | Mülheim-Styrum           | ab 1930 Wohnsitz von Franz Lenze (1878–1937), Generaldirektor der Thyssen’schen Gas- und Wasserwerke, Leiter der nach 1926 in Familienbesitz verbliebenen Thyssen-Unternehmensteile                                   | ehemaliger Herrensitz an der Ruhr, 1890 von August Thyssen zunächst für seine Wasserwerksgesellschaft erworben, 1930 renoviert und als Wohnsitz ausgebaut | 1959 als Stiftung an die Stadt Mülheim gegangen, Deutschlands erste Altentagesstätte, Schloss und Park 1992 anlässlich der Landesgartenschau MüGa gründlich renoviert, heute zusätzliche Nutzung durch Gastronomie und Aquariumsverein                        |                             |
| Villa Eugen Coupienne               | Mülheim an der Ruhr      | Wohnhaus des Lederfabrikanten Kommerzienrat Eugen Coupienne | 1872–1875 errichtetes großbürgerliches Wohnhaus | |                             |
| Villa Hanau                         | Mülheim an der Ruhr      | Wohnhaus des Kaufmanns Heinrich Hanau, Neffe des Mülheimer Bankiers Gustav Hanau | 1902 durch den Architekten Franz Hagen im Stil des späten Historismus errichteter, zweigeschossiger Bau | |                             |
| Villa Schmitz-Scholl                | Mülheim an der Ruhr      | Wohnhaus und Stammhaus der Tengelmann-Gründerfamilie Luise und Wilhelm Schmitz-Scholl Wilhelm Schmitz (Kaufmann) | um 1840 errichtet, später genutzt durch den Glasfabrikanten Carl Nedelmann Carl Nedelmann | Heute Kulturort mit Sitz des Mülheimer „Kunstverein und Kunstförderverein Rhein-Ruhr – KKRR“ und Ruhrkunsthalle Galerie an der Ruhr |                             |
| Villa Josef Thyssen                 | Mülheim an der Ruhr      | repräsentatives Wohnhaus für Josef Thyssen, den jüngeren Bruder von August Thyssen und in dessen Unternehmen tätig, und seine Frau Klara geb. Bagel                                                                   | 1898–1900 nach Entwurf der Berliner Architekten Heinrich Kayser und Karl von Großheim im neobarocken Stil des Historismus im Louisenthal auf dem Grundstück der insolventen Textilfabrik J. Caspar Troost errichtet | Park der Villa ist seit der Landesgartenschau MüGa 1992 öffentlich zugänglich als „Thyssen-Park“ |                             |
| Haus Urge                           | Mülheim an der Ruhr      | erbaut als Wohnhaus der Familie des Lederfabrikanten Jean Baptiste Coupienne junior, nach 1924 Wohnsitz von Gustav Stinnes, danach von Hugo Stinnes junior, zwischenzeitlich 1945–1958 britisches Militärkasino       | 1913 im neobarocken Stil erbautes repräsentatives Wohnhaus, Martha Coupienne als Bauherrin maßgeblich an der Planung beteiligt | ab 1973 im Besitz des nahe gelegenen Max-Planck-Instituts für Kohlenforschung, zunächst als Gästehaus genutzt, seit 2004 vermietet an das Zentrum für Innovation und Technik                                                                                  |                             |
| Haus Küchen                         | Mülheim an der Ruhr      | großes Landhaus (Nutzfläche von 3800 m²) für Kommerzienrat Gerhard Küchen, einen Enkel von Mathias Stinnes und Leiter des Familienunternehmens                                                                        | 1913 durch den Mannheimer Architekten Rudolf Tillessen errichtet, nach dem Zweiten Weltkrieg Sitz des Britischen Hohen Kommissars im Rheinland, ab 1952 Nutzung durch die Evangelische Kirche (Umbau zur Akademie Haus der Begegnung) | ab 2003 Leerstand, 2006 Erwerb durch Teutonia Grundbesitz AG, Umbau zum Hotel und Restaurant, heute genannt „Residenz Uhlenhorst“ |                             |
| Streithof                           | Mülheim an der Ruhr      | Alterssitz für Emil Kirdorf, den Generaldirektor der Gelsenkirchener Bergwerks-AG (GBAG) und Mitbegründer des Rheinisch-Westfälischen Kohlensyndikats                                                                 | 1905–1907 durch den Architekten Wilhelm Zaiser errichteter Landsitz als Hofanlage im Broich-Speldorfer Wald, Bau gilt als Vorreiter des Heimatstils | Leerstand nach Kirdorfs Tod 1938, Plünderung nach Kriegsende, danach Offiziersunterkunft, ab 1951 Altenheim und 1973 bis 1999 Fachklinik für Suchtkranke des Deutschen Roten Kreuzes                                                                          |                             |
| Villa Fritz Thyssen                 | Mülheim an der Ruhr      | Englischer Herrensitz für Fritz Thyssen, ältestes Kind von August Thyssen und nach dessen Tod Leiter des Konzerns, und seine Familie                                                                                  | 1910–1912 durch die Krefelder Architekten Wilhelm Girmes und Heinrich Oediger errichteter Backsteinbau im Stil des englischen Barocks | zeitweise als Kindergärtnerinnenschule und englisches Internat genutzt, Hauptbau 1993 durch Brand zerstört, 2003 Wiederaufbau als Villenpark Uhlenhorst mit mehreren Wohneinheiten                                                                            |                             |
| Haus Rott                           | Mülheim an der Ruhr      | geplant als Wohnsitz von Hugo Stinnes und dessen Frau Cläre | Gelände 1903 erworben, Pförtnerhäuser, Wohn- und Palmenhaus vor dem Ersten Weltkrieg fertiggestellt, Haupthaus nicht ausgeführt, das in den 1920er Jahren geplante Mausoleum für Hugo Stinnes in den 1950er Jahren errichtet | im Besitz der Familie Grillo |                             |
| Haus Goldschmieding                 | Castrop-Rauxel           | Sommersitz der Familie des im Ruhrgebiet tätigen irischen Unternehmers William Thomas Mulvany, Gründung der Bergwerksgesellschaften Erin und Hibernia in diesen Räumen                                                | ehemaliger Adelssitz, 1838 durch Friedrich Klönne erworben, 1872 an Mulvany verkauft, der Landschaftspark und Pferderennbahn anlegte, sein Sohn baute 1895 nochmals um, 1905 Verkauf an die Gelsenkirchener Bergwerks-AG, ab 1950 Gästehaus der Gesellschaft für moralische Aufrüstung | 1968 Übergang an die Stadt Castrop-Rauxel, Haupthaus wird als Restaurant genutzt, Neubau anstelle der Vorburg als Hotel, Park ist öffentlich |                             |
| Haus Schulte-Witten                 | Dortmund-Dorstfeld       | schlichtes Backsteinhaus der Familie Schulte-Witten, die durch Verkauf von landwirtschaftlichen Flächen an den Bergbau (Zeche Dorstfeld) zu Reichtum gekommen war, errichtet an der Stelle des abgerissenen Gutshofes | 1888 errichtet, 1913–1915 im Auftrag von Erich Schulte-Witten durch die Architekten Gröpler, Ludwig Feldmann und Walter Müller in Formen des Neobarocks und des Neoklassizismus umfangreich zu einem Herrenhaus erweitert, von der Stadt Dortmund 1950 durch Erbbaurecht übernommen, ab 1958 als Kinderheim genutzt, seit 1960 Park der Öffentlichkeit zugänglich, 1977 Zweigstelle der Volkshochschule | in den 1990er Jahren umfangreich saniert und restauriert als Bürgerzentrum wieder eröffnet, Stadtteilbibliothek, Veranstaltungsort für Vereine, Konzerte und Vorträge, Trauzimmer, 2010 im Rahmen der Kulturhauptstadt Kinder- und Jugendliteraturzentrum NRW |                             |
| Villa Friemann                      | Dortmund                 | Wohnhaus für den Fabrikanten Hugo Friemann, Leiter der Dortmunder Zweigfabrik des Bergbauzubehör-Unternehmens Friemann & Wolf                                                                                         | 1900 durch den Dortmunder Architekten Ernst Marx gebaute, repräsentative Villa | Nutzung als Bürogebäude |                             |
| Villa Moritz Klönne                 | Dortmund                 | Wohnhaus für Moritz Klönne, einen der Söhne von August Klönne, nach dem Tod des Vaters Leiter des Stahlbauunternehmens, und seine Frau aus der Darmstädter Möbelfabrikantenfamilie Glückert                           | 1922–1923 durch die Dortmunder Architekten Emil Pohle und Adolf Ott errichtetes, reich verziertes Wohnhaus, mit Ornamentfriesen und Reliefs des ebenfalls aus Darmstadt stammenden Bildhauers Ludwig Habich | Bürogebäude eines Ingenieurbüros für Prüfstatik |                             |
| Villa Ernst Lohmann                 | Witten-Herbede           | Wohnhaus von Ernst Lohmann und seiner Frau Anna von Born (Tochter des Präsidenten der Dortmunder Handelskammer) | 1882 in einem Mischstil von Spätklassizismus und Neorenaissance errichtet, lange Jahre von der Familie und dann vom Sohn Waldemar bewohnt | Nutzung des Gebäudes als Verwaltung der Firma Lohmann |                             |
| Villa Friedrich Lohmann sen.        | Witten                   | Wohnhaus für Carl Lohmann, später Nutzung durch seinen Neffen Friedrich Lohmann senior, danach durch dessen jüngsten Sohn Max                                                                                         | 1868 von Friedrich Lohmann sen. als klassizistische Villa mit Sandsteinfassade im Park des Hauses Berge zu Witten errichtet, im Zweiten Weltkrieg beschädigt und 1962 verändert wiederhergestellt | seit 1996 als Standesamt genutzt, Nutzung auch durch die Volkshochschule Witten |                             |
| Villa Gustav Lohmann                | Witten                   | Wohnhaus für den Fabrik- und Brennereibesitzer Gustav Lohmann | um 1865 vom Architekten Wilhelm Bovensiepen entworfener, ab 1873 errichteter, mächtiger Bau im Stil des italienischen Spätklassizismus, um 1900 erworben durch Wilhelm Dittmann (Unternehmer in Firma Dittmann & Neuhaus), im Zweiten Weltkrieg stark beschädigt | |                             |
| Villa Friedrich Lohmann jun.        | Witten                   | Wohnhaus für den Fabrikbesitzer Friedrich Lohmann junior, Initiator und Förderer des nahegelegenen Märkischen Museums                                                                                                 | um 1895 errichtetes Wohnhaus aus rotem Backstein mit hellen Sandsteinkanten und -absetzungen sowie Mosaikbändern | Bürogebäude |                             |
| Villa Albert Lohmann                | Witten                   | Wohnhaus für den Branntweinfabrikanten Albert Lohmann, Zwillingsbruder von Gustav Lohmann | um 1865 errichtet, später vom Unternehmer Arthur Imhausen genutzt, 1981 durch die Stadt Witten erworben und an die Universität Witten-Herdecke vermietet | seit 1997 wieder privat genutzt (Kanzlei) |                             |
| Haus Berger                         | Witten                   | klassizistische Villa für Carl Ludwig Berger, zunächst Mitarbeiter bei der Familie Lohmann, ab 1838 eigenes Gussstahlwerk                                                                                             | 1839 errichteter, schlichter, zweigeschossiger Bruchsteinbau | 1961 von der Stadt Witten erworben, über viele Jahre als Heimatmuseum der Stadt genutzt, seit 2005 Stadtarchiv |                             |
| Villa Müllensiefen                  | Witten                   | Wohnhaus des Glasfabrikanten und Präsidenten der Handelskammer zu Bochum, Hermann Müllensiefen, und seiner Frau Anna geb. Müser                                                                                       | 1872 errichtetes spätklassizistisches Haus aus bräunlichem Ruhrsandstein | |                             |
| Haus Ende                           | Herdecke-Ostende         | Alterssitz von Robert Müser, als Sohn und Nachfolger von Friedrich Müser Leiter der Harpener Bergbau AG | 1913 von den Dortmunder Architekten Karl Pinno und Philipp Bachmann im neobarocken Stil errichtete Villa mit zahlreichen Gästezimmern, während der Ruhrbesetzung von französischen Truppen genutzt, anschließend Erwerb durch Albert Vögler, nach dem Zweiten Weltkrieg unter US-amerikanischer Militärverwaltung, mit Auflagen an die Stadt Herdecke übergeben                                         | Kinderheim, dann Ausbildungsheim für Krankenschwestern, 1981 durch die Arbeiterwohlfahrt gekauft, an das Bundesamt für den Zivildienst vermietet und als Zivildienstschule genutzt                                                                            |                             |
| Niedernhof (Villa Funcke)           | Herdecke                 | Landsitz des Eisen- und Stahlunternehmers Bernhard Wilhelm Funcke II. | 1872 im neugotischen Stil errichteter, dreigeschossiger Bruchsteinbau mit Sandsteinfassade, 1890 an den gleichnamigen Sohn übergeben, 1919 vom Ruhrverband wegen Aufstau des Hengsteysees gekauft | |                             |
| Haus Schede                         | Herdecke-Voßkuhle        | durch Heirat (1748) und Kauf (173) in den Besitz der Familie Harkort übergegangene Gutshofanlage | 1804–1810 Neubau eines Herrenhauses durch Peter Nicolaus Harkort, 1904–1905 Umgestaltung der Innenräume für Elisabet Harkort durch die Architekten Henry van de Velde (zwei Zimmer im Ornamentenstil) und Peter Behrens (Blauer Salon) | privat genutzt als Wohnsitz der Familie, jährliche Kunstausstellungen in der Hauptscheune |                             |
| Villa Bönnhoff                      | Wetter                   | Wohnhaus des Gießereibesitzers Carl Bönnhoff in der Nähe zu seinen Fabrikanlagen | 1901–1902 durch den Architekten Rudolf Plies in Anlehnung an die deutsche Renaissance errichtet, vollständig mit Sandstein verkleidet, nach dem Zweiten Weltkrieg Quartier der britischen Besatzungsmacht, danach an die Stadt übergeben | 1976–2007 Jugendzentrum der Stadt Wetter, 2007 aufwendig restauriert, 2009 „Café Bonheur“ eröffnet, Ort für Ausstellungen, Lesungen und Konzerte |                             |
| Villa Vorsteher                     | Wetter                   | Villa des Holzhändlers Kommerzienrat Gustav Vorsteher | 1894–1895 durch den Architekten Gustav Werner im Stil der norddeutschen Renaissance als Landhaus errichtet, abwechselnde Backstein- und Sandsteinelemente | Bürgerhaus der Stadt Wetter, Park ist öffentlich |                             |
| Harkorthaus                         | Wetter                   | Haus der Unternehmerfamilie Harkort, zeitweise lebte hier auch Friedrich Harkort | um 1700 errichtetes, schlichtes, als Schulhaus genutztes Fachwerkhaus, 1840 vom Geschäftspartner Carl Gravemann, 1845 von den Kindern Harkorts erworben, bis 1922 in Familienbesitz, kleine Gedenkstätte auf dem Grundstück | 1926 Erwerb durch die Stadt Wetter, zunächst Nutzung als Jugendherberge, inzwischen Stadtarchiv |                             |
| Stiftsamtmannshaus                  | Gevelsberg               | Amtsmannhaus zum Damenstift, bewohnt von der Unternehmerfamilie Bertram | um 1780 vermutlich von Johann Wilhelm Bertram errichteter Fachwerkbau | |                             |
| Haus Harkorten                      | Hagen-Westerbauer        | Stammsitz der Industriellenfamilie Harkort | 1756–1757 auf Wunsch von Louisa Harkort Errichtung eines neuen Herrenhauses auf dem bisherigen Gutshof, Architektur aus der Schwelmer Meisterschule, zweigeschossiger Fachwerkbau mit komplexem Walmdach | 2010 Planungen für eine Umnutzung als Gesundheitshaus |                             |
| Villa Post                          | Hagen                    | Wohnhaus des Kaufmanns Wilhelm Karl Johann Diederich Post, nahe dem Hammerwerk der Familie | 1892 im spätklassizistischen Stil errichtete Villa, 1927 Erwerb durch die Stadt Hagen, ab 1932 als Museum (Christian Rohlfs) genutzt, 1941 in Karl-Ernst-Osthaus-Museum umbenannt | ab 1955 für Bildungseinrichtungen genutzt, ab 1988 durch die Volkshochschule, 1998 umfassend restauriert, heute Sitz und Seminargebäude der Volkshochschule Hagen                                                                                             |                             |
| Villa Springmann                    | Hagen-Wehringhausen      | Wohnhaus für den Unternehmer Rudolf Springmann, Teilhaber der Firma Funcke & Elbers | 1910–1911 durch Henry van de Velde errichtet, Fassaden in Putz, Werkstein und Schiefer | |                             |
| Haus Ruhreck                        | Hagen-Boele              | Wohnhaus für den Waggonfabrikanten Caspar Diedrich Killing, auch „Killingsburg“ genannt | 1878 im Stil der Tudorgotik errichteter neugotischer Bau | Büronutzung als Architekturbüro |                             |
| Villa Vorster                       | Hagen-Delstern           | Wohnhaus der Familie Vorster, Inhaber der Papierfabrik Vorster | um 1850 errichteter, kubischer Bau | |                             |
| Villa Kerckhoff                     | Hagen-Eppenhausen        | Villa des Metallgroßhändlers Gustav Kerckhoff, Juniorchef der Firma Kerkhoff und Mäzen | 1922 von dem Hagener Architekten Leopold Ludwigs errichteter schlichter, zweigeschossiger Bau mit hohem Walmdach | |                             |
| Villen Am Stirnband                 | Hagen-Eppenhausen        | Künstlerkolonie, von Karl Ernst Osthaus geplant, im Zentrum der Gartenstadt Hohenhagen | ab etwa 1910 durch Mathieu Lauweriks errichtete Reihe von Einzel- und Doppelhäusern, Fassaden in Backstein und Muschelkalkstein, Mansarddächer mit Schiefer gedeckt, zahlreiche Variationen von schmiedeeisernen Geländern und Fenstergittern. | im Haus Nr. 48 lebte und arbeitete die Bildhauerin Milly Steger, im Haus Nr. 38 der Künstler Johan Thorn Prikker, letzteres wurde 2007–2008 restauriert |                             |
| Villa Cuno                          | Hagen-Eppenhausen        | Wohnsitz des Hagener Oberbürgermeisters Willi Cuno | 1908–1910 durch den Architekten Peter Behrens im Auftrag von Karl Ernst Osthaus errichtete, streng symmetrische Villa, ursprünglich mit zwei spitz zulaufenden Flügeln geplant, von denen nur das zentrale Treppenhaus im quadratischen Baukörper verblieb | nach vielfälter Umnutzung und Sanierung in den 1990er Jahren heute als Kindertagesstätte genutzt |                             |
| Villa Emil Hoesch                   | Hagen-Eppenhausen        | Wohnhaus des Unternehmers Emil Hoesch | bereits 1918–1919 war ein kleines Landhaus von Walter Gropius geplant, 1921 ein größeres Wohnhaus von Henry van de Velde entworfen, Bauarbeiten unter dem Architekten Keydel wurden abgebrochen, 1925 nach neuem Entwurf des Kölner Architekten Theodor Merrill ausgeführt | Sitz des Wirtschaftsverbandes Stahl- und Metallverarbeitung (WSM) |                             |
| Haus Goedecke                       | Hagen-Eppenhausen        | Wohnhaus für C. H. Goedecke | 1911–1912 nach Plänen von Peter Behrens errichteter, zweigeschossiger schlichter Bau | |                             |
| Hohenhof                            | Hagen-Eppenhausen        | Villa für Karl Ernst Osthaus und seine Frau Gertrud | 1906–1908 als Gesamtkunstwerk von Henry van de Velde entworfen und gebaut, Impulsgeber für ein Kunstnetzwerk nach der Folkwang-Idee, bis 1921 Wohnsitz, 1933–1939 Ausbildungsstätte der Nationalsozialisten, bis 1945 Lazarett, bis 1962 Frauenklinik, 1962–1976 Sitz der Pädagogischen Hochschule Hagen                                                                                                | ab den 1980er Jahren Räume und Einrichtungen im Detail rekonstruiert, seither einer der Standorte des Karl-Ernst-Osthaus-Museums der Stadt Hagen |                             |